# Championnats du monde de karaté 1986
Navigation
Édition précédente Édition suivante
Les championnats du monde de karaté 1986 ont eu lieu à Sydney, en Australie, en 1986. Il s'agissait de la huitième édition des championnats du monde de karaté senior et de la première à proposer des compétitions de kata par équipes. Au total, 890 karatékas provenant de 48 pays du monde ont participé aux quinze épreuves au programme.

## Résultats

### Épreuves individuelles

#### Kata
| Rang | Pays   | Karatéka        |
| ---- | ------ | --------------- |
| 1    | Japon  | Tsuguo Sakamoto |
| 2    | Japon  | Tomoyuki Aihara |
| 3    | Italie | Dario Marchini  |

| Rang | Pays      | Karatéka     |
| ---- | --------- | ------------ |
| 1    | Japon     | Mie Nakayama |
| 2    | Japon     | Hashimoto    |
| 3    | Australie | Seymour      |

#### Kumite

##### Kumitemasculin
| Rang | Pays        | Karatéka        |
| ---- | ----------- | --------------- |
| 1    | Japon       | Hideto Nakano   |
| 2    | Japon       | Y. Uchi         |
| 3    | Royaume-Uni | Steve McKinnon  |
| 3    | France      | Rudolphe Vallée |

| Rang | Pays     | Karatéka          |
| ---- | -------- | ----------------- |
| 1    | Japon    | Eizu Kondo        |
| 2    | Japon    | Yuichi Suzuki     |
| 3    | Finlande | Erik Piispa       |
| 3    | Belgique | Marc Van Reybroek |

| Rang | Pays   | Karatéka      |
| ---- | ------ | ------------- |
| 1    | France | Thierry Masci |
| 2    | Japon  | Kyo Hayashi   |
| 3    | Suisse | Maurice Negro |
| 3    | Canada | Monzon        |

| Rang | Pays      | Karatéka        |
| ---- | --------- | --------------- |
| 1    | Pays-Bas  | Kenneth Leeuwin |
| 2    | Brésil    | De Oliveira     |
| 3    | Australie | Lilovac         |
| 3    | Australie | Napier          |

| Rang | Pays        | Karatéka            |
| ---- | ----------- | ------------------- |
| 1    | France      | Jacques Tapol       |
| 2    | Royaume-Uni | Pat McKay           |
| 3    | Espagne     | José Manuel Egea    |
| 3    | Italie      | Gianluca Guazzaroni |

| Rang | Pays        | Karatéka       |
| ---- | ----------- | -------------- |
| 1    | Royaume-Uni | Vic Charles    |
| 2    | Royaume-Uni | Jeff Thompson  |
| 3    | Danemark    | Dánsko Bura    |
| 3    | Allemagne   | Waldemar Rauch |

| Rang | Pays     | Karatéka           |
| ---- | -------- | ------------------ |
| 1    | Suède    | Karl Dagfelt       |
| 2    | Italie   | Claudio Guazzaroni |
| 3    | Espagne  | José Manuel Egea   |
| 3    | Pays-Bas | Dudley Josepa      |

##### Kumiteféminin
| Rang | Pays     | Karatéka    |
| ---- | -------- | ----------- |
| 1    | Finlande | Sari Kauria |
| 2    | Japon    | Yanagisawa  |
| 3    | Japon    | Yuko Hasama |
| 3    | Finlande | Sari Laine  |

| Rang | Pays        | Karatéka       |
| ---- | ----------- | -------------- |
| 1    | Finlande    | Rita Varelius  |
| 2    | Royaume-Uni | Molly Samuels  |
| 3    | Australie   | C. Ferguson    |
| 3    | Norvège     | Solveig Hansen |

| Rang | Pays        | Karatéka        |
| ---- | ----------- | --------------- |
| 1    | Pays-Bas    | Guus van Mourik |
| 2    | Norvège     | Kari Lunde      |
| 3    | Royaume-Uni | Yvette Bryan    |
| 3    | Japon       | K. Kawano       |

### Épreuve par équipes

#### Kata
| Rang | Pays        |
| ---- | ----------- |
| 1    | Japon       |
| 2    | France      |
| 3    | Yougoslavie |

| Rang | Pays           |
| ---- | -------------- |
| 1    | Taipei chinois |
| 2    | Japon          |
| 3    | États-Unis     |

#### Kumite
| Rang | Pays        |
| ---- | ----------- |
| 1    | Royaume-Uni |
| 2    | France      |
| 3    | Italie      |
| 3    | Suède       |

## Tableau des médailles
Au total, 56 médailles ont été attribuées à 19 pays différents, et sept sont repartis avec au moins une médaille en or. Le Japon termine largement en tête du tableau des médailles tandis que le pays hôte se classe onzième avec quatre médailles de bronze.
| Tableau des médailles |                |    |        |        |       |
| Rang                  | Pays           | Or | Argent | Bronze | Total |
| 1                     | Japon          | 5  | 7      | 2      | 14    |
| 2                     | Royaume-Uni    | 2  | 3      | 2      | 7     |
| 3                     | France         | 2  | 2      | 1      | 5     |
| 4                     | Finlande       | 2  | 0      | 2      | 4     |
| 5                     | Pays-Bas       | 2  | 0      | 1      | 3     |
| 6                     | Suède          | 1  | 0      | 1      | 2     |
| 7                     | Taipei chinois | 1  | 0      | 0      | 1     |
| 8                     | Italie         | 0  | 1      | 3      | 4     |
| 9                     | Norvège        | 0  | 1      | 1      | 2     |
| 10                    | Brésil         | 0  | 1      | 0      | 1     |
| 11                    | Australie      | 0  | 0      | 4      | 4     |
| 12                    | Espagne        | 0  | 0      | 2      | 2     |
| 13                    | Allemagne      | 0  | 0      | 1      | 1     |
| 13                    | Belgique       | 0  | 0      | 1      | 1     |
| 13                    | Canada         | 0  | 0      | 1      | 1     |
| 13                    | Danemark       | 0  | 0      | 1      | 1     |
| 13                    | États-Unis     | 0  | 0      | 1      | 1     |
| 13                    | Suisse         | 0  | 0      | 1      | 1     |
| 13                    | Yougoslavie    | 0  | 0      | 1      | 1     |